# Plagiobothrys congestus
Plagiobothrys congestus är en strävbladig växtart som först beskrevs av Weddell, och fick sitt nu gällande namn av Ivan Murray Johnston. Plagiobothrys congestus ingår i släktet tiggarstavar, och familjen strävbladiga växter. Inga underarter finns listade i Catalogue of Life.